# Natzarens (sobrenom)

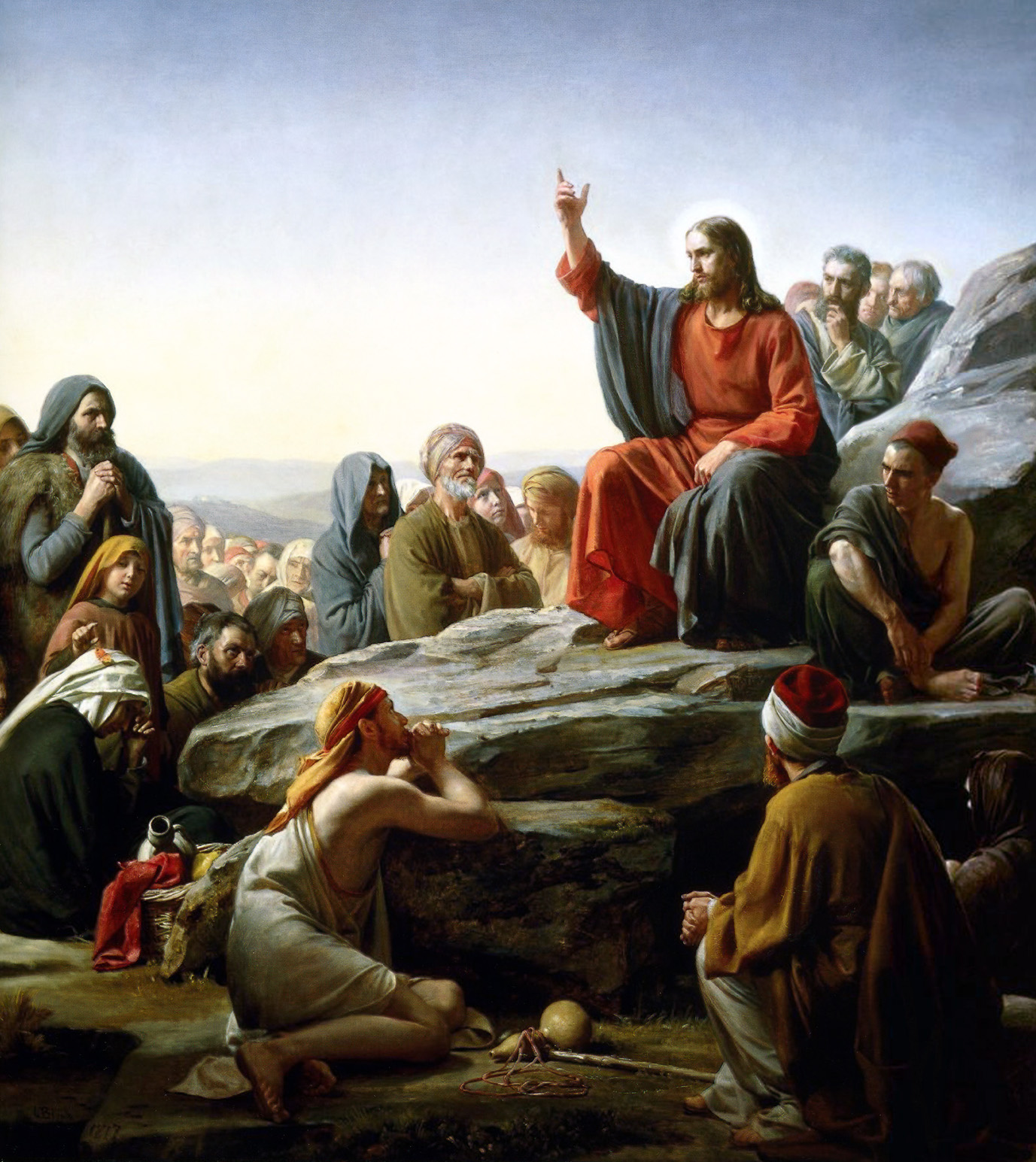
El sermó de la muntanya per Carl Heinrich Bloch, 1890

El sobrenom natzarens es fa servir en els escrits jueus (hebreu: נוצרים, notzrim‎) per evitar les conseqüències inherents de la paraula «cristians» (literalment, ‘els seguidors de l'Ungit’, Christos, el Messies). Els terme «natzarens» també es fa servir relativa als cristians en arameu (nazara) i àrab (nassara). Avui dia, a Israel, el terme «natzarens» es fa servir en els diccionaris, en la premsa i els mitjans de comunicació en general. No obstant això, en les traduccions del Nou Testament en hebreu, i en les publicacions cristianes, el terme «cristians» és traduït pel terme «messiànics» (hebreu meshiykkiyim).

## Evangelis
A Jesús se li aplicà l'apel·latiu de natzarè (Ιησούς Ναζωραίος) que més tard va passar als seus apòstols. Persones de tota mena en llocs molt diversos anomenaren natzarè a Jesús. Jesús acceptà i va fer servir aquest nom. En la inscripció que Ponç Pilat posà sobre la creu, va escriure en hebreu, llatí, i grec «Jesús Natzarè, el rei dels jueus» «Ιησούς Ναζωραίος, Βασιλεύς των Ιουδαίων».
La forma plural Nazoraioi es fa servir només una vegada en el Nou Testament. Encara que el terme «cristians» ja havia estat iniciat pels pagans a Antioquia, i encara que l'autor de la Segona Epístola de Pere aprova el terme «cristians», un fet important que val la pena remarcar és que en el llibre dels Fets dels Apòstols, l'advocat Tertul·le el gran sacerdot Ananies acusà davant Fèlix l'apòstol Pau de pertànyer a la secta dels natzarens. La continuació d'aquest ús de l'apel·latiu «natzarens» per Jueus al segle iii per referir-se a tots els «cristians» és confirmada per Tertulià i Eusebi.
Segons la tradició cristiana, que hom anomenés Jesús el Natzarè era normal, ja que des de la infància fou criat a la ciutat de Natzaret situada a uns 100 km al nord de Jerusalem. Autors moderns, tal com Robert Ambelain, posen en dubte l'existència d'aquesta ciutat en temps de Jesús en el segle primer. Segons aquestes tesis la ciutat no figura en cap text antic. Ni en l'Antic Testament ni Flavi Josep ni el Talmud ni en els Manuscrits de la mar Morta apareix la vila de Natzaret. En realitat la ciutat actual no aparegué fins al segle viii.

## Grups anomenats «natzarens»
A través de la història diversos grups religiosos han pres o han rebut el títol de «natzarens».
Natzarens del segle ivEpifani de Salamina esmenta una secta de cristians judaïtzants a Síria. Es tracta de distingir el seu nom del nom usat pels jueus sobre tots els cristians. Creien en el seu messianisme però refusaven, igual que els ebionites, de trencar amb el judaisme. Sant Jeroni els confon amb els ebionites i Ignasi d'Antioquia els condemna en les seves cartes apostòliques. L'arqueologia a Síria corrobora la presència d'aquesta comunitat. La toponímia amb el nom de nasara, és molt freqüent i testimonia la presència de grups d'ideologies semblants. Parlaríem més aviat d'un moviment plural que no d'una secta pròpiament dita. Els jueus-natzarens alimentaren durant molts segles l'esperit de revolta messiànica i apocalíptica.
Natzarens de l'IraqUna història dels mandeus de l'Iraq esmenta que van ser originalment natzarens de Jerusalem.
Natzarens de l'ÍndiaL'Església siriana de Kerala, a l'Índia, afirma que són descendents dels natzarens.
Natzarens del segle xix, a Suïssa i AlemanyaEl moviment de Johann Jakob Wirz (Basilea, 1778-1858).
Natzarens del segle xx, als Estats UnitsL'Església pentecostal dels natzarens, als Estats Units.